# Pierre Jerksten
Pierre Jerksten, född 20 september 1972 i Tynnered känd också som Hertz eller Pierre J (bland många andra alias), är en svensk DJ och musikproducent.

## Discjockey
Han tävlade i DMC World DJ Championships och placerade sig 1991 som nummer 2 i DJ-SM och DJ-EM och 1992 vann han DJ-SM och placerade sig som nummer 5 i DJ-VM.

## Pierre J
Under 1990-talet medverkade han på över 200 skivor som musikproducent, gjorde remixer eller skrev låtar till artister. Exempel på artister som Jerksten jobbat med är Dr. Alban, E-Type, Adolphson & Falk, Emilia, Meja, Eric Gadd, Melodie MC Feat Jocelyn Brown, Fatima Rainey, Clubland, Alexia och Tellus.

## TV och Radio
Mellan 1996 och 2011 kunde Jerksten höras som programledare och radioproducent i de olika programmen P3 Remix, P3 Dans, P3 Klubb och P3 Mix på Sveriges Radio P3.
Han har också skrivit vinjettmusik till Fotbollskväll, Hockeykväll, Packat & Klart och Trafikmagasinet som alla sänds på Sveriges Television.

## Hertz
Under 2000-talet har Jerksten mest jobbat med skivbolagen Sway, Q-Records, Abyss Records, Atom, M4M, Hz Trax samt sitt alias Hertz.
Pierre Jerksten har släppt skivor på många etablerade bolag som till exempel Defected, Toolroom Records, Underwater Records, Drumcode, Recycled Loops, Craft Music, Tresor, Virgin & Universal.
Han har också gjort många spelningar på klubbar och festivaler runt om i Europa, bland annat på Dance Valley, Awakenings, Fabrik, Florida 135, Le Zenith och The Matrixx.